# Albert Dérozier
Albert Dérozier (* 5. September 1933 in Lyon; † 9. Oktober 1997 in Besançon) war ein französischer Romanist und Hispanist.

## Leben und Werk
Dérozier war Schüler des Lycée du Parc in Lyon. Er studierte an der Universität Lyon, bestand 1956 die Agrégation in Spanisch und wurde Gymnasiallehrer in Besançon. Ab 1960 war er an der Universität der Franche-Comté in Besançon Maître de conférences und baute die Abteilung Spanisch auf. Er habilitierte sich 1968 an der Universität Toulouse mit der Thèse Manuel Josef Quintana et la naissance du libéralisme en Espagne (2 Bde., Paris 1968–1970, spanisch: Manuel José Quintana y el nacimiento del liberalismo en España, Madrid 1978) und war dann bis zur Emeritierung 1993 Professor für Spanisch an der Universität in Besançon.

## Weitere Werke
- L'Histoire de la Sociedad del Anillo de Oro pendant le triennat constitutionnel 1820-1823. La faillite du système libéral, Paris 1965
- Martin de Garay ou le Libéralisme des compromissions. Contribution aux recherches sur le libéralisme en Espagne au XIXe siècle, Paris 1968
- (Hrsg.) Manuel José Quintana, Poesías completas, Madrid 1969, 1970, 1980
- (mit anderen) La révision des valeurs sociales dans la littérature européenne à la lumière des idées de la Révolution française, Paris 1970
- (mit anderen) Affrontements de classes et création littéraire, 2 Bde., Paris 1971–1973
- (mit anderen) Histoire politique et histoire des idées XVIIIe-XIXe siècles, Paris 1976
- (mit anderen) Recherches sur le roman historique en Europe, 2 Bde., Paris 1978–1979
- (mit anderen) Numero extraordinario dedicado al hispanismo francés hoy, in: Arbor 400, 1979
- (mit anderen) Historia de España 7. Centralismo, Ilustración y agonía del Antiguo Régimen 1715-1833, Barcelona 1980, 1988
- (mit anderen) Revisión de Larra. Protesta o revolución ? Paris 1983